# Bitwa pod Horaniu
Bitwa pod Horaniu – niewielka potyczka morska stoczona 17 sierpnia 1943 roku na Pacyfiku podczas II wojny światowej. Bitwa rozegrała się w okolicach Vella Lavella pomiędzy flotami USA oraz Japonii.

## Tło bitwy
Po porażce w bitwie w zatoce Vella dowództwo japońskie zdecydowało się na ewakuację swoich wojsk w centralnym rejonie Wysp Salomona, przede wszystkim z obsadzonej licznym garnizonem wyspy Kolombangara, na zachód, na Bougainville i pobliskie wyspy. Ewakuację miały osłaniać 4 niszczyciele, którymi były „Sazanami”, „Hamakaze”, „Isokaze” oraz „Shigure”. Dowódcą zespołu został mianowany kontradmirał Matsuji Ijuin. W celu ewakuacji Kolombangary, Japończycy zdecydowali urządzić bazę etapową dla barek desantowych w Horaniu na północy wyspy Vella Lavella (na której południu właśnie wylądowali Amerykanie).

## Przebieg bitwy
Około godziny 23.30 flotylla japońska została dostrzeżona przez amerykańskie samoloty bombowe, które rozpoczęły atak na okręty japońskie. Flota japońska została mocno zdezorganizowana, przez co przez przypadek niezauważenie flotylla napotkała na amerykańską eskadrę niszczycieli, składającą się z okrętów USS „Nicholas”, USS „O’Bannon”, USS „Taylor” oraz USS „Chevalier”, dowodzoną przez komandora porucznika Thomasa Ryana. Oddziały amerykańskie otworzyły ogień w kierunku Japończyków z dział, torped, a także broni pokładowej. Japończycy wycofali się około godziny 01.00 w celu zminimalizowania strat.

## Po bitwie
Japończycy stracili jedynie 2 barki i 2 pomocnicze ścigacze okrętów podwodnych Cha-5 i Cha-12, a 2 niszczyciele odniosły nieznaczne uszkodzenia. Flota USA nie zniszczyła znacznej liczby zgromadzonych barek oraz okrętów wsparcia, dzięki czemu Japończycy spokojnie ewakuowali około 9000 swoich żołnierzy z rejonu Kolombangara na wyspy położone na wschód od pozycji aliantów.